# Nimrod (албум)
Nimrod је пети албум панк рок групе Грин деј. Објављен је 1997. године за издавачку кућу Рипрајз рекордс.

## Списак песама
Све песме су написали Били Џо Армстронг (текстови) и Грин деј (музика).
1. "" – 2:49
2. "" – 2:52
3. "" – 2:12
4. "" – 3:18
5. "" – 3:03
6. "" – 2:11
7. "" – 2:27
8. "" – 2:22
9. "" – 3:04
10. "" – 3:48
11. "" – 2:13
12. "" – 3:25
13. "" – 2:45
14. "" – 2:06
15. "" – 1:09
16. "" – 3:14
17. "" – 2:35
18. "" – 3:38

Између песама са редним бројем 11 и 12 нема приметне паузе, пошто се, у неком смислу друга песма надовезује на прву (комбиновано време тих песама је 5:38).

## Синглови
- , 1997.
- , 1997.
- , 1998.
- , 1998.